# Emanuel Zangerle
Emanuel Zangerle, né le 24 septembre 2000, est un coureur cycliste autrichien.

## Biographie
Emanuel Zangerle réside habituellement à Innsbruck. Il commence sa carrière sportive durant sa jeunesse par le VTT. Dans cette discipline, il monte notamment sur le podium du championnat d'Autriche juniors en 2017 et en 2018. En 2020, il devient vice-champion national de cross-country chez les espoirs. Il représente par ailleurs son pays dans diverses compétitions internationales. 
En 2021, il intègre l'équipe continentale Tirol-KTM. Il délaisse à cette occasion le VTT pour se consacrer au cyclisme sur route. Deux ans plus tard, il rejoint la formation Felbermayr Simplon Wels. Avec cette structure, il obtient une victoire et diverses places d'honneur dans des courses nationales. Il termine également cinquième du championnat d'Autriche en ligne, sixième d'une étape de la Flèche du Sud ou encore neuvième du Tour de Bohême du Sud. 
Lors de la saison 2024, il décroche de nouveaux accessits dans des épreuves inscrites au calendrier de l'UCI. Il finit aussi deuxième du championnat d'Autriche de gravel, malgré une chute. Le 15 septembre, il se classe vingt-septième et meilleur coureur autrichien du championnat d'Europe sur route, avec sa sélection nationale.

## Palmarès sur route

### Par année
- 2023
  - Erlauftaler Radsporttage
- 2024
  - 2e du Kirschblütenrennen
  - 2e du championnat d'Autriche du critérium
  - 2e du Grote Prijs Stad Halle
  - 3e du GP Gorenjska

### Classements mondiaux
| Année                                 | 2022  | 2023 | 2024 |
| ------------------------------------- | ----- | ---- | ---- |
| Classement mondial                    | 2511e | 944e | 698e |
| UCI Europe Tour                       | 1535e | 668e | nc   |
|                                       |       |      |      |
| Légende : nc = non classéSource : UCI |       |      |      |

## Palmarès en VTT

### Championnats nationaux
- 2017
  - 3e du championnat d'Autriche de cross-country juniors
- 2018
  - 2e du championnat d'Autriche de cross-country juniors
- 2020
  - 2e du championnat d'Autriche de cross-country espoirs

## Palmarès en gravel
- 2024
  - 2e du championnat d'Autriche de gravel